# PC Bang
PC Bang (피시방, Zusammensetzung aus PC für Personal Computer sowie koreanisch 방/房 Bang „Raum“) nennen sich öffentliche Räume in Südkorea, die das Spielen von Computerspielen zu günstigen Preisen (etwa 1 Euro pro Stunde) rund um die Uhr ermöglichen. Im Jahr 2007 gab es ungefähr 25.000 solcher Internetcafés in Südkorea, die im Jahr 2000 zusammen einen Umsatz von etwa sechs Milliarden US-Dollar erwirtschafteten. Der Unterschied zu üblichen Internetcafés ist, dass Südkoreaner eine starke Verbindung zwischen Online-Spielen sowie darauf basierenden Communitys und den PC- bzw. Game Bangs sehen. Die Einrichtungen sind daher vergleichbar mit den Spielhallen (Arcade-Spiele) der 1970er-Jahre. Seit 2008 werden PC Bangs als im Niedergang betrachtet.

## Geschichte
Die ersten Internetcafés in Südkorea entstanden 1995. Der Wandel von einfach ausgestatteten Internetcafés zu PC Bangs erfolgte mit der Einführung von Breitband-Internetzugängen 1997 und der Veröffentlichung der Spiele Starcraft und Lineage 1998.
Ein Teil der PC Bangs spezialisierte sich auf bestimmte Spiele und sogar einzelne Gilden innerhalb dieser Spiele. Durch Rabatte und Vorzugrechte auf PC-Plätze band die Einrichtung Gildenmitglieder, die so einen stabilen Umsatz ermöglichten. Die Computerspielindustrie profitierte durch sogenanntes IP-Pricing von den PC Bangs: Besitzer zahlen pro genutzter IP-Adresse im Bang einen festen Betrag an die Rechteinhaber. Dadurch ist es Besuchern möglich, ohne weitere Kosten zu spielen. Im Jahr 2000 bestritt der südkoreanische Publisher NCSoft etwa 70 % seines Umsatzes durch Bangs. Bis 2004 fiel dieser Anteil auf 30 %. Ab 2004 startete zudem die Vermarktung sogenannter Micropayment-Spiele. Diese generieren ihren Umsatz nicht mehr durch Abonnements, sondern durch den Verkauf einzelner virtueller Gegenstände oder neuer Spieloptionen. Durch den Wegfall der alten Zahlungsmodelle versuchten eine Reihe von PC Bangs, ihren Umsatz durch illegale Glücksspiele (beispielsweise durch das münzbetriebene Spiel Pada Iyagi (Sea Story)) zu erhöhen.
In Südkorea kam es 2002 zum ersten bekannt gewordenen Todesfall durch Computerspielen, als ein 24-jähriger Mann nach 86 Stunden ununterbrochenen Spielens tot auf der Toilette eines PC Bangs aufgefunden wurde.